# Robert Wiszniowski
Robert Wiszniowski (ur. 1968 we Wrocławiu) – polski politolog, profesor nauk społecznych. Specjalizuje się w teorii i praktyce marketingu politycznego i wyborczego, systemie politycznym Unii Europejskiej, komunikowaniu publicznym i politycznym oraz teorią państwa, a zwłaszcza jego stanem i przeobrażeniami w rzeczywistości zdominowanej przez procesy globalizacji i europeizacji.

## Życiorys
Absolwent Wydziału Nauk Społecznych Uniwersytetu Wrocławskiego, w 1993 r. uzyskał tytuł zawodowy magistra nauk politycznych. Tam również, w 1999 roku, uzyskał stopień doktora nauk humanistycznych w zakresie nauk o polityce, na podstawie dysertacji doktorskiej pt. „Marketing wyborczy. Studium kampanii wyborczych w wybranych reżimach prezydenckich i semiprezydenckich”, a w 2008 roku stopień doktora habilitowanego nauk humanistycznych w dyscyplinie nauk o polityce – w subdyscyplinie system polityczny (na podstawie rozprawy habilitacyjnej „Europejska przestrzeń polityczna. Zachowania elektoratu w wyborach do Parlamentu Europejskiego”). 4 marca 2015 Prezydent RP nadał mu tytuł profesora nauk społecznych.
Od 1993 roku jest zatrudniony w Instytucie Politologii Uniwersytetu Wrocławskiego. W kadencji 2012-2016 pełnił funkcję prodziekana ds. Badań Naukowych i Współpracy z Zagranicą Wydziału Nauk Społecznych Uniwersytetu Wrocławskiego. Dziekan Wydziału Nauk Społecznych Uniwersytetu Wrocławskiego (2016-2020). Redaktor naczelny czasopisma naukowego: „Polish Political Science Review. Polski Przegląd Politologiczny”. Wiceprzewodniczący Polskiego Towarzystwa Marketingu Politycznego. W 2016 roku został członkiem Komitetu Nauk Politycznych Polskiej Akademii Nauk. Wypromował 11 doktorów w dyscyplinie nauk o polityce. W kadencji 2020-2024 rektor Państwowej Wyższej Szkoły Zawodowej im. Angelusa Silesiusa w Wałbrzychu, od 1 października 2022 r. pod nazwą Akademia Nauk Stosowanych Angelusa Silesiusa.

## Międzynarodowa aktywność dydaktyczna
Wykłada w zachodnioeuropejskich uczelniach wyższych, takich jak m.in.: Universita Studi Degli di Genova, Robert Schuman Université Strasburg, L'Université Jean Monnet Saint-Etienne (Roanne Institute of Technology), Humboldt Universität Berlin, Dresden Universität, Universidad Rey Juan Carlos Madrid czy Sussex University Brighton, a także na Lwowskim Uniwersytecie Narodowym im. Iwana Franki.

## Nagrody i odznaczenia
- Brązowy Krzyż Zasługi (2004)
- Nagroda indywidualna Ministra Nauki i Szkolnictwa Wyższego za wyróżnioną rozprawę habilitacyjną (2009)
- Medal Komisji Edukacji Narodowej (2011)